# Ferran Bel Accensi
Ferran Bel Accensi, né le 1er juin 1965, est un homme politique espagnole membre de la Convergence démocratique de Catalogne (CDC) puis du Parti démocrate européen catalan (PDeCAT).
Il est élu député de la circonscription de Tarragone lors des élections générales de décembre 2015.

## Biographie

### Vie privée
Il est marié et père de deux enfants.

### Profession
Ferran Bel Accensi est titulaire d'une licence en sciences économiques et entrepreneuriales par l'Université de Barcelone. Il est économiste au sein du collège des économistes de Catalogne.

### Activités politiques
Il est maire de Tortosa de 2007 à 2018 et sénateur de 2011 à 2015.
Le 20 décembre 2015, il est élu député pour Tarragone au Congrès des députés.